# Cissus hypoglauca
Cissus hypoglauca – australijski gatunek rośliny z rodziny winoroślowatych (Vitaceae). W naturze występuje w wilgotnych lasach deszczowych wschodniego wybrzeża Australii, od wschodniej Wiktorii i Nowej Południowej Walii po północno-wschodnie regiony Queenslandu. W środowisku dla siebie odpowiednio wilgotnym jest rośliną pospolitą. Nazwa łacińska rośliny pochodzi od właściwości tego pnącza, którego pędy pocięte na kawałki puszczają dużą ilość wodnistego soku, zdatnego do picia. 

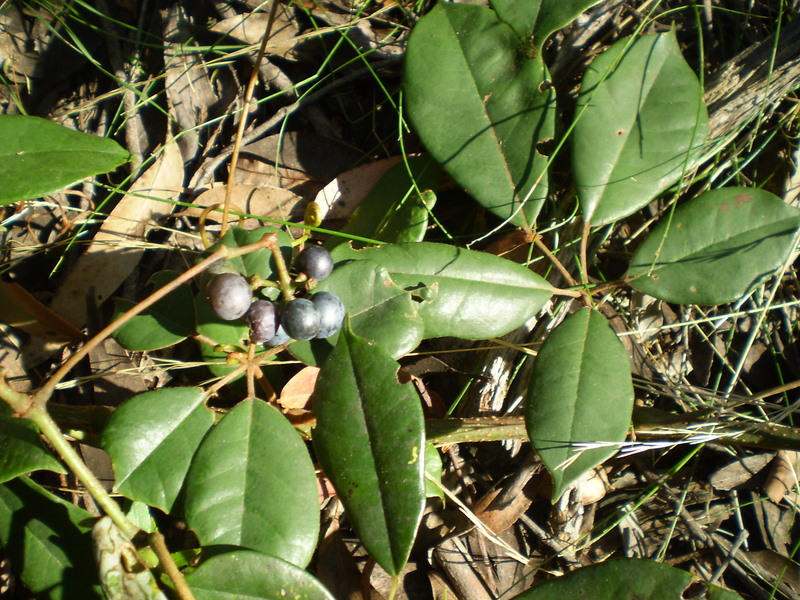
Dojrzewające owoce

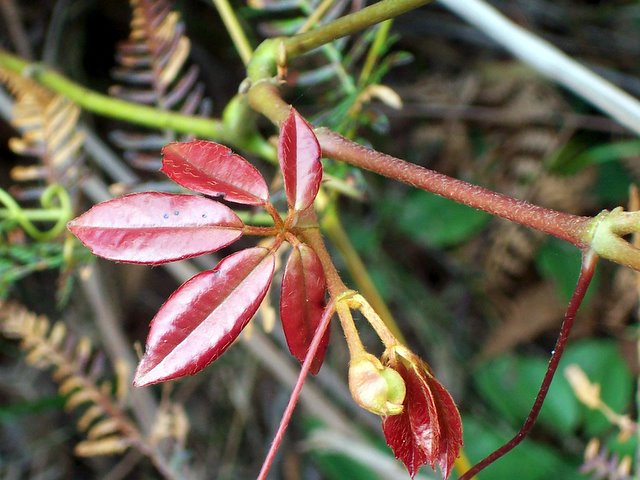
Młode, czerwone liście

## Morfologia
Pędy są długie i drewniejące, wspinają się na drzewa i inne podpory, lub płożą po ziemi. Nie potrzebują dużo światła dobrze rosnąc nawet w gęstym cieniu lasu, ale w miejscach jasnych polan (np. powstałych w lesie po huraganie) potrafią całkowicie pokryć całą dostępną powierzchnię gruntu. Liście są dłoniasto palczaste, zazwyczaj pięciodzielne, o owalnych, gładkich lub lekko piłkowanych blaszkach liściowych. Pojedyncze listki mają 3–15 cm długości i 1,5–4 cm szerokości. Młode liście u szczytu pędu mają czerwonawy odcień i są od spodu lekko owłosione. Naprzeciw każdego liścia na łodydze wyrasta para wąsów czepnych. Kwiaty są żółte lub żółto-zielone, drobne, zebrane w spore grona. Owocuje obficie. Dojrzałe jagody są koloru fioletowo-niebieskiego. Owoce są jadalne, soczyste, choć nieco cierpkie w smaku. Są pożywieniem dla licznych gatunków ptaków.

## Systematyka
Pozycja systematyczna według APweb (aktualizowany system APG III z 2009)
Należy do rodzaju cissus (Cissus, Linnaeus) w obrębie rodziny winoroślowatych (Vitaceae, Juss.), należącej do rzędu winoroslowców (Vitales, Reveal) w klasie okrytonasiennych (Magnoliophyta, Cronquist, Takht. & Zimmerm. ex Reveal 1996).